# シティ・オブ・ニューヨーク (客船)
シティ・オブ・ニューヨーク（SS City of New York）後のニューヨーク（SS New York）は、インマン・ラインの所有したオーシャン・ライナーで、後にアメリカン・ライン、アメリカ海軍へ移籍した。シティ・オブ・ニューヨークはスコットランド・クライドバンクのジョン・ブラウン・アンド・カンパニーで、1888年3月15日に進水した。処女航海は同年8月1日で、1892年にブルーリボン賞を受賞、翌年にキュナード・ラインのカンパニアに記録を破られるまでそれを保持した。シティ・オブ・ニューヨークは34年間使用され、1922年にスクラップとなった。

## 歴史
シティ・オブ・ニューヨークは1888年3月15日に進水し、5ヶ月後にリバープール - ニューヨーク間の処女航海を行った。姉妹船に当時世界最大、最速のシティ・オブ・パリが存在し、シティ・オブ・ニューヨークは最大ではなかったものの、非常に豪華であった。水道には温水と冷水の2種類が存在し、換気設備や電気照明、1等客のデッキには図書館や喫煙室、食堂にはガラス照明のドームがあった。
1892年、シティ・オブ・ニューヨークは姉妹船シティ・オブ・パリの記録を破りブルーリボン賞を受賞した。その後、シティ・オブ・ニューヨークはアメリカン・ラインに移籍し、ニューヨークと改名した。その後ニューヨークは5年間ニューヨーク - サウサンプトン間の定期船として使用された。

### ハーバードとして
1898年、アメリカ合衆国はスペインに宣戦布告し、アメリカ政府はニューヨークを武装商船として徴用した。この際、船名をハーバード（USS Harvard）と改名し、開戦をきっかけに1898年4月26日から使用された。戦後は1898年9月2日に任務を解かれた。

### 客船として復帰
1899年1月、ニューヨークは再び民間船としてニューヨーク - サウサンプトン間の定期船となった。その航海の途中でエンジンが故障し、3ヶ月間修理を受けた。その際に改装され、機関部を修理し、3本あった煙突は2本に減らされた。そして1903年4月14日に再び航路についた。
1912年4月10日、客船オーシャニックのそばに停泊していたニューヨークは、処女航海に出発しようとしていたタイタニックのスクリューの水流に巻き込まれ、衝突しそうになった。このときタイタニックの船長エドワード・スミスは、すぐにスクリューを逆回転させ、タグボートを利用して両船を引き離したため、辛うじて衝突は免れた。
1913年、ニューヨークは再び改装を受け、2等船室と3等船室のみになった。そして航路も変更され、通常のサウサンプトン - ニューヨークからリヴァプール - ニューヨーク間となった。

### プラットスバーグとして
1918年、アメリカ合衆国がドイツに宣戦布告したのをきっかけに、ニューヨークは再び徴用された。その際、プラットスバーグ（USS Plattsburg）と改名した。

### その後
第一次世界大戦の後、ニューヨークは1920年に客船として復帰した。9ヶ月間アメリカン・ラインにとどまったが、その後ポーランドの企業に移籍した。改名はせずに使用されたが、所有していた会社が倒産したため、1922年にアイリッシュ・アメリカン・ラインに移籍した。しばらくはその会社が所有していたが、再びユナイテッド・トランスアトランティック・ライン、アメリカン・ブラック・シー・ラインに移籍した。最後の航海は1922年6月10日で、ニューヨーク - ナポリ - コンスタンティノポリス間を航行した。その後にスクラップとなった。
その後、タイタニックに関連した映画で、度々ニューヨークが出てくることがあった。